# Schimpans

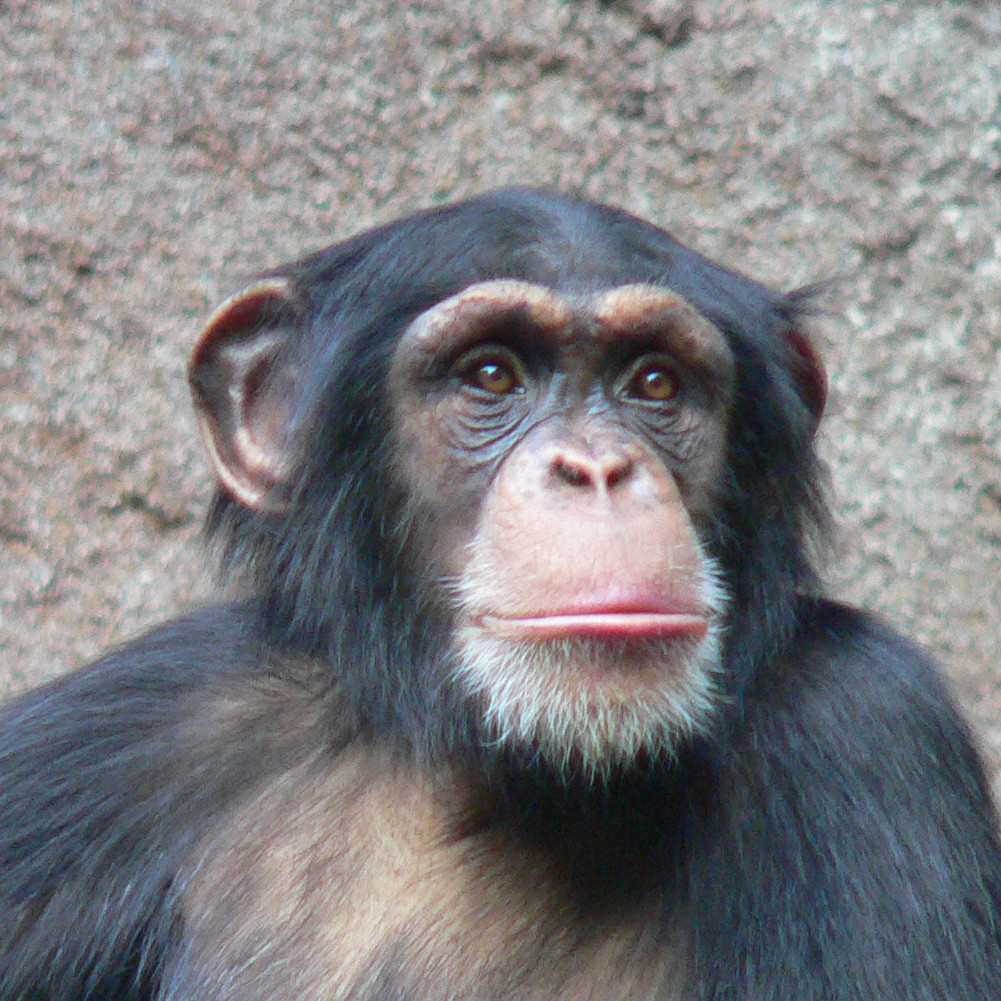
Närbild på ansiktet.

Schimpansen (Pan troglodytes) är tillsammans med bonobon den apa som är närmast släkt med människan, den delar omkring 99 % av sitt DNA med den moderna människan. Schimpanser har dock 48 kromosomer medan människor endast har 46. Schimpansens närmaste släkting är bonobon.
Artepitetet i det vetenskapliga namnet är bildat av ett grekiskt ord som beskriver en individ som uppsöker hålor eller som vilar i en grotta. Ursprunget till namnet schimpans är djurets trivialnamn på ett bantuspråk som talas i norra Angola och angränsande delar av Kongo-Kinshasa.

## Utseende
I vilt tillstånd väger en vuxen schimpanshona i genomsnitt 40,6 kg och hannar har en genomsnittlig vikt av 48,9 kg. Hannar når allmänt en kroppslängd (huvud och bål) av 77 till 92,5 cm, och honor blir vanligen 70 till 85 cm långa. Huvudsakligen täcks kroppen av grovt, svart hår, med undantag för ansikte, fingrar, tår, handflator och fotsulor. Vuxna exemplar har dessutom vita hår vid hakan och ibland gråa hår över höfterna på baksidan. Ungar kännetecknas av en tofs med vita hår på stjärten. Huden i ansiktet kan ha ljusa eller mörka pigment och bär bara några glest fördelade hår. Schimpansens tummar är motställbara, precis som på människan, men även stortårna fungerar på samma sätt och medger precisionsgrepp.
Artens tandformel är I 2/2 C 1/1 P 2/2 M 3/3, alltså 32 tänder. Framtänderna är breda, och bredast är de första framtänderna i varje sida av överkäken. Dessutom har schimpansen stora hörntänder, särskilt hannar. Arterna i släktet Pan har molarer som är mest lika människans kindtänder. Denna primat saknar svans och har framben som är längre än bakbenen. Huvudet kännetecknas av en rund form med ganska små avrundade öron. Tillsammans med bonobon har schimpansen det smalaste bröstbenet av alla hominider.

## Underarter och utbredning
- Centralschimpans, Pan troglodytes troglodytes, i Kamerun, Centralafrika, Ekvatorialguinea, Kongo-Brazzaville, Kongo Kinshasa
- Västafrikansk schimpans, Pan troglodytes verus, i Guinea, Mali, Sierra Leone, Liberia, Elfenbenskusten, Ghana, och Nigeria
- Östschimpans, Pan troglodytes schweinfurthii, i Centralafrika, Sudan, Kongo Kinshasa, Uganda, Rwanda, Burundi, Tanzania, och Zambia.
- Nigeria-Kamerun-schimpans, Pan troglodytes vellerosus, i Nigeria och Kamerun

De tre första underarterna är genetiskt belagda som separerade grupper med ingen eller ytterst liten kontakt sinsemellan, medan den sista (P. t. vellerosus) inte har kunnat styrkas.
Denna primat lever i olika slags ursprungliga och återskapade skogar som oftast ligger i låglandet men den hittas även i bergsskogar. Arten vistas i träskmarker med träd, i galleriskogar, i mindre skogsdungar i savannen, på jordbruksmark med glest fördelade träd samt i trädodlingar (främst oljepalm).

## Ekologi
Schimpanser lever i grupper om 15–120 individer och bildar patriarkaliska samhällen. De äter mest vegetarisk föda som frukter och andra växtdelar, men kan även äta animalisk föda och kan då samarbeta för att jaga och döda bytesdjur som mindre apor, fåglar och antiloper. Revirstrider utförs främst av vuxna hanar som kan angripa och även döda schimpanser från andra grupper. Arten äter även insekter.
När schimpansen klättrar uppför trädstammar använder den armarna som stöd och pressar sig uppåt med hjälp av bakbenen. I träd går arten ofta på alla fyra över grenar och ibland hänger den bara på armarna och svänger sig framåt (brachiation). Det kan även hända att en individ hoppar från en gren till en annan gren på lägre höjd. På marken går schimpansen likaså på alla fyra men den kan också vandra en kortare sträcka på bakbenen. I flera fall står arten på bakbenen för att få bättre översikt eller på grund av att händerna är sysselsatta med föremål.
Under ensamma eller gemensamma vandringar tillryggalägger arten en sträcka mellan 1 och 16 km per dag. Schimpansen äter vanligen två timmar på morgonen. Under dagens mitt kan den vandra, vila eller likaså äta och under senare delen av dagen är den åter upptagen med födointag. Sedan byggs nästet för natten.
Boet ligger vanligen 4 till 50 meter över marken och i sällsynta fall på marken. Oftast byggs ett nytt näste per natt men ibland används gamla bon.

### Socialt liv
Gruppens sammansättning skiftar ideligen (fission-fusion society), vilket beror på att djuren vandrar mellan små grupper inom ett visst område. Inom varje grupp finns en viss rangordning, beroende på kön, fysisk styrka, ålder och personlighet. Högst i rang står en vuxen hane. I övrigt är inte rangordningen speciellt strikt, men man kan notera att en brunstig hona stiger i rang. Samma sak när honan blir mor.
Det sociala livet är komplext, med bland annat maktspel och skiftande allianser, vilket kan leda till blodiga uppgörelser, ibland med dödlig utgång. Det finns också många tendenser till altruism, bl.a. förekommer det att föräldralösa ungar "adopteras", och därmed drastiskt ökar chansen till överlevnad, av individer som de inte ens är släkt med.. De sociala banden är starka och håller i åratal, men det finns inga långa parförhållanden mellan hane och hona i samband med reproduktion. 

### Livslängd och utveckling
En schimpans blir cirka 40–45 år gammal; i djurparker kan de bli över 50 år. De blir könsmogna i 7–13-årsåldern och dräktighetstiden är cirka 7,5 månad (i medeltal 228 dagar, dock minst drygt 200 för livsduglighet). En nyfödd schimpansunge väger cirka 2 kilo och kan gå själv när den är ett år precis som människan.

### Kultur
Med undantag för människan är schimpansen det djur som i störst utsträckning använder redskap, troligen på grund av att dess miljö erbjuder möjligheter till användning av redskap i större utsträckning än miljön som de andra stora människoaporna lever i. Förutsättningar för tillverkning och användning av redskap är schimpansens upprätta sittställning och dess motsättliga tummar. En studie nyligen (2010) tyder på att det främst är honorna som bidrar till att föra kulturen vidare, då antalet kulturella drag tydligt hängde ihop med antalet honor i flera studerade grupper.
Det har också visats i specialdesignade experiment att schimpanser tenderar att i första hand lära sig nya beteenden av högre rankade individer. Att helt nya rörelsemönster kan läras och spridas har kunnat studeras i en vild population, där ett antal unga individer kopierat en delvis rörelsehindrad äldre individs sätt att klia kroppen med hjälp av en lian.

## Schimpansen och människan
I några äldre avhandlingar förekommer auktorsnamnet Gmelin (1788) men enligt Collin Groves (1993 och senare) beskrevs schimpansen först av Johann Friedrich Blumenbach 1775.

### Kända forskare
- Jane Goodall, som studerade schimpanser under 44 år, förändrade bilden av schimpanser som lugna växtätande primater när hon såg och rapporterade att de dödade små apor och även varandra.
- Frans de Waal, holländsk forskare och primatolog, har beskrivit mycket av schimpansernas komplexa sociala liv (bibliografi).